# Othenio Abel
Othenio Abel (Beč, 20. lipnja 1875. – Mondsee, 4. srpnja 1946.), austrijski paleontolog.
Pobornik je paleobiološkog smjera u apleontologiji. Istraživao je različite skupine fosilnih kralješnjaka i nastojao odrediti odnose između građe tijela fosilnog organizma, te njegova načina života i životne sredine. Iz fragmenata je rekonstruirao potpun oblik mnogih fosilnih kralješnjaka. Rezultate rada objavio je u "Paläobiologie und Stammesgeschichte".